# Радіонукліди
Радіонуклі́д — атом з нестійким ядром, що характеризується додатковою енергією, яка доступна для передачі до створеної радіаційної частинки, або до одного з електронів атома в процесі внутрішньої конверсії. При вивільненні енергії радіонуклід проходить через процес радіоактивного розпаду, і зазвичай випускає один або більше фотонів, гамма-променів, або субатомні частинки. Ці частинки складають іонізуюче випромінювання. Радіонукліди утворюються в природних умовах, але також можуть бути отримані штучно при бомбардуванні стабільного елемента нейтронами в ядерному реакторі.
Радіонукліди часто також називаються радіоактивними ізотопами або радіоізотопами. Вони використовуються в атомній енергетиці, промисловості, медицині, сільському господарстві і грають важливу роль в дослідженнях з фізики, хімії, біології та геології. Проте, вони можуть являти собою значну небезпеку через руйнівний вплив іонізуючого випромінювання на живі організми.
Оскільки бета-розпад будь-якого типу не змінює масове число A ізотопу, серед ізотопів з однаковим значенням масового числа (ізобар) існує як мінімум один бета-стабільний ізотоп, що відповідає мінімуму на залежності надлишку маси атома від заряду ядра Z при даному A; бета-розпади відбуваються у напрямку до цього мінімуму. Зазвичай для ізотопів з непарним A такий мінімум один, тоді як для парних значень A бета-стабільних ізотопів може бути 2 і навіть 3. Легкі бета-стабільні ізотопи стабільні також і по відношенню до інших видів радіоактивного розпаду і, таким чином, є абсолютно стабільними (якщо не брати до уваги досі ніким не виявлений розпад протона, який пророкували численні сучасні теорії Стандартної Моделі). Починаючи з А = 36 на парних ізобаричних ланцюжках з'являється другий мінімум. Бета-стабільні ядра в локальних мінімумах ізобаричних ланцюжків здатні відчувати подвійний бета-розпад в глобальних мінімумах ланцюжка, хоча періоди напіврозпаду по цьому каналу дуже великі (1019 років і більше). Важкі бета-стабільні ядра можуть відчувати альфа-розпад (починаючи з A ≈ 140), кластерний розпад і спонтанне ділення.

## Інтернет-ресурси
- РАДІОНУКЛІДИ  //Фармацевтична енциклопедія
- EPA – Radionuclides – EPA's Radiation Protection Program: Information.
- FDA – Radionuclides – FDA's Radiation Protection Program: Information.
- Interactive Chart of Nuclides – A chart of all nuclides
- National Isotope Development Center – U.S. Government source of radionuclides – production, research, development, distribution, and information
- The Live Chart of Nuclides – IAEA
- EPA – Radionuclides – EPA's Radiation Protection Program: Information.
- FDA – Radionuclides – FDA's Radiation Protection Program: Information.
- Interactive Chart of Nuclides – A chart of all nuclides